# Impact Knockouts World Championship
Impact Knockouts World Championship é um campeonato mundial de wrestling profissional feminino de propriedade da Impact Wrestling. É disputado principalmente na divisão feminina do Impact, conhecida como Impact Knockouts. O campeonato estreou em 14 de outubro de 2007 no evento pay-per-view (PPV) Bound for Glory sob o nome de TNA Knockouts Championship até que a promoção mudou de nome em março de 2017 e, em seguida, adicionou o status mundial em 2021. O atual campeão é Jordynne Grace, que está em seu segundo reinado.